# Discographie de Joe Satriani
La discographie de Joe Satriani, guitariste de rock instrumental américain, comprend l'ensemble des disques publiés au cours de sa carrière. Elle est composée de seize albums studio, cinq albums live, quatre compilations, trois EP ainsi que de nombreuses collaborations avec d'autres musiciens. Joe Satriani a vendu plus de 10 millions d'albums à travers le monde.

## Albums

### Albums studio
| Titre                                              | Détails                                                 | Classement des ventes | Classement des ventes | Classement des ventes | Classement des ventes | Classement des ventes | Classement des ventes | Classement des ventes | Classement des ventes | Classement des ventes | Classement des ventes | Classement des ventes | Classement des ventes | Certifications       |
| Titre                                              | Détails                                                 | ALL                   | AUS                   | BEL ,                 | USA                   | FIN                   | FRA ,                 | ITA                   | NZL                   | P-B                   | R-U                   | SUÈ                   | SUI                   | Certifications       |
| -------------------------------------------------- | ------------------------------------------------------- | --------------------- | --------------------- | --------------------- | --------------------- | --------------------- | --------------------- | --------------------- | --------------------- | --------------------- | --------------------- | --------------------- | --------------------- | -------------------- |
| Not of This Earth                                  | - Sortie : 1986 - Label : Relativity Records            | —                     | —                     | —                     | —                     | —                     | —                     | —                     | —                     | —                     | —                     | —                     | —                     |                      |
| Surfing with the Alien                             | - Sortie : octobre 1987 - Label : Relativity Records    | —                     | 10                    | —                     | 29                    | —                     | —                     | —                     | 16                    | —                     | —                     | —                     | —                     | : Platine · : Argent |
| Flying in a Blue Dream                             | - Sortie : 30 octobre 1989 - Label : Relativity Records | —                     | 21                    | —                     | 23                    | —                     | —                     | —                     | 7                     | 76                    | —                     | 34                    | —                     | : Or · : Argent      |
| The Extremist                                      | - Sortie : 21 juillet 1992 - Label : Relativity Records | 55                    | 29                    | —                     | 22                    | —                     | 13                    | —                     | 16                    | 44                    | 13                    | 35                    | 11                    | : Or · : Or          |
| Time Machine                                       | - Sortie : 26 octobre 1993 - Label : Relativity Records | 87                    | —                     | —                     | 95                    | —                     | 8                     | —                     | —                     | 72                    | 32                    | —                     | —                     | : Or                 |
| Joe Satriani                                       | - Sortie : 10 octobre 1995 - Label : Relativity Records | —                     | —                     | —                     | 51                    | 34                    | 10                    | —                     | 27                    | 66                    | 21                    | —                     | 36                    |                      |
| Crystal Planet                                     | - Sortie : 3 mars 1998 - Label : Epic Records           | 73                    | —                     | —                     | 50                    | 35                    | 10                    | —                     | —                     | 54                    | 32                    | —                     | 40                    |                      |
| Engines of Creation                                | - Sortie : 14 mars 2000 - Label : Epic Records          | —                     | —                     | —                     | 90                    | —                     | 37                    | —                     | —                     | 79                    | —                     | —                     | 86                    |                      |
| Strange Beautiful Music                            | - Sortie : 25 juin 2002 - Label : Epic Records          | 92                    | —                     | —                     | 140                   | —                     | 38                    | —                     | —                     | 84                    | —                     | —                     | 78                    |                      |
| Is There Love in Space?                            | - Sortie : 13 avril 2004 - Label : Epic Records         | —                     | —                     | —                     | 80                    | —                     | 45                    | —                     | —                     | 97                    | —                     | —                     | 83                    |                      |
| Super Colossal                                     | - Sortie : 14 mars 2006 - Label : Epic Records          | —                     | —                     | —                     | 86                    | —                     | 86                    | 97                    | —                     | 89                    | —                     | —                     | —                     |                      |
| Professor Satchafunkilus and the Musterion of Rock | - Sortie : 1er avril 2008 - Label : Epic Records        | 92                    | —                     | —                     | 89                    | —                     | 57                    | 77                    | —                     | 57                    | 75                    | —                     | 67                    |                      |
| Black Swans and Wormhole Wizards                   | - Sortie : 5 octobre 2010 - Label : Epic Records        | 85                    | —                     | 65                    | 45                    | —                     | 39                    | 35                    | —                     | 32                    | 62                    | —                     | 34                    |                      |
| Unstoppable Momentum                               | - Sortie : 7 mai 2013 - Label : Epic Records            | 67                    | —                     | 82                    | 42                    | —                     | 77                    | 61                    | —                     | 59                    | 44                    | 54                    | 32                    |                      |
| Shockwave Supernova                                | - Sortie : 24 juillet 2015 - Label : Sony Music         | 40                    | 23                    | 53                    | 46                    | 34                    | 32                    | 47                    | —                     | 11                    | 22                    | —                     | 13                    |                      |
| What Happens Next                                  | - Sortie : 12 janvier 2018 - Label : Sony Music         | 51                    | 20                    | 75                    | 42                    | 50                    | 38                    | 74                    | —                     | 61                    | 40                    | —                     | 9                     |                      |

### Albums live
| Titre                            | Date de sortie  | Label              | Certifications       |
| -------------------------------- | --------------- | ------------------ | -------------------- |
| Time Machine                     | 26 octobre 1993 | Relativity Records |                      |
| Live in San Francisco            | 19 juin 2001    | Sony               | : 2 × Platine · : Or |
| Satriani Live!                   | 31 octobre 2006 | Red Ink            |                      |
| Live In Paris: I Just Wanna Rock | 2 février 2010  | Sony               |                      |
| Satchurated: Live in Montreal    | 24 avril 2012   | Epic Records       |                      |

### Compilations
| Titre                                    | Date de sortie   | Label        |
| ---------------------------------------- | ---------------- | ------------ |
| The Beautiful Guitar                     | 1993             | Epic Records |
| The Electric Joe Satriani - An Anthology | 18 novembre 2003 | Epic Records |
| One Big Rush: The Genius of Joe Satriani | 29 novembre 2005 | Sony BMG     |
| Joe Satriani Original Album Classics     | 16 juin 2008     | Epic Records |

### EPs
| Titre                | Date de sortie | Label        | Certifications |
| -------------------- | -------------- | ------------ | -------------- |
| Joe Satriani         | 1984           | Rubina       |                |
| Dreaming No. 11      | novembre 1988  | Epic Records | : Or           |
| Additional Creations | 14 mars 2000   | Epic Records |                |

### Collaborations
| Année | Artiste                              | Album                           |
| ----- | ------------------------------------ | ------------------------------- |
| 1986  | Crowded House                        | Crowded House                   |
| 1986  | Greg Kihn                            | Love And Rock And Roll          |
| 1987  | Danny Gottlieb                       | Aquamarine                      |
| 1988  | Stuart Hamm                          | Radio Free Albemuth             |
| 1988  | Blue Öyster Cult                     | Imaginos                        |
| 1988  | Possessed                            | The Eyes of Horror (producteur) |
| 1991  | Alice Cooper                         | Hey Stoopid                     |
| 1992  | Brian May                            | Back to the Light               |
| 1992  | Spinal Tap                           | Break Like the Wind             |
| 1996  | Pat Martino                          | All Sides Now                   |
| 1996  | Greg Kihn                            | King Biscuit Flower Hour        |
| 1997  | Steve Vai / Eric Johnson             | G3: Live in Concert             |
| 1997  | Steve Vai / Alex Lifeson / Joe Perry | Merry Axemas Volume 1           |
| 2003  | Steve Vai / Yngwie Malmsteen         | G3: Rockin' in the Free World   |
| 2003  | The Yardbirds                        | Birdland                        |
| 2004  | Jordan Rudess                        | Rhythm of Time                  |
| 2005  | Steve Vai / John Petrucci            | G3: Live in Tokyo               |
| 2006  | Ian Gillan                           | Gillan's Inn                    |
| 2007  | John 5                               | The Devil Knows My Name         |
| 2007  | Dream Theater                        | Systematic Chaos                |
| 2007  | Stanley Clarke                       | Guitar Masters, Vol. 1          |
| 2008  | Funtwo                               | YouTube Live                    |
| 2008  | Jason Becker                         | Collection                      |
| 2009  | Chickenfoot                          | Chickenfoot                     |
| 2010  | Steve Miller Band                    | Bingo!                          |
| 2010  | Tarja                                | What Lies Beneath               |
| 2011  | Chickenfoot                          | Chickenfoot III                 |
| 2013  | Steve Hunter                         | The Manhattan Blues Project     |
| 2025  | Eric Johnson / Steve Vai             | G3: Reunion Live                |